# تشارلي بيكوك
تشارلي بيكوك (بالإنجليزية: Charlie Peacock)‏ هو مغن مؤلف ومنتج أسطوانات ومغني أمريكي، ولد في 10 أغسطس 1956 في يوبا سيتي في الولايات المتحدة.

## وصلات خارجية
- الموقع الرسمي
- تشارلي بيكوك على موقع ميوزك برينز (الإنجليزية)
- تشارلي بيكوك على موقع ديسكوغز (الإنجليزية)